# ラフシャン・クリャーブ
ラフシャン・クリャーブ (英語: Ravshan Kulob、タジク語: Равшан Кўлоб) はタジキスタン・ハトロン州のクリャーブを本拠地とするサッカークラブである。タジキスタンの最上位サッカーリーグであるタジク・リーグに所属している。

## 概要
ラフシャン・クリャーブは1965年にFKアンサール・クリャーブ (FK Ansol Kulob)として設立された。2003年に一度FKオリンプ・アンサール・クリャーブ (FK Olimp-Ansol Kulob) と改名した後、2005年に現在の名称となった。

## 獲得タイトル
- タジク・リーグ: 1

2012
- タジク・カップ: 1

1994

## 歴代所属選手
- オディル・エルガシェフ（英語版） 2012-
- ヌモンジョン・ハキモフ